# Faking It
Faking It  é uma série de comédia romântica que estreou na MTV em 22 de abril de 2014, estrelado por Rita Volk, Katie Stevens, Gregg Sulkin, Michael Willett e Bailey De Young. A série foi criada por Dana Min Goodman, Julia Wolovpor e Carter Covington, que também foi produtor executivo. A primeira temporada de oito episódios foi encomendada pela MTV em outubro de 2013. A MTV anunciou uma segunda temporada de 10 episódios marcada para estrear em 23 de setembro de 2014. Em agosto de 2014, a série ganhou o Teen Choice Award por "Melhor Série Revelação". Em outubro de 2014, a MTV encomendou mais 10 episódios, significando que a segunda temporada teria um total de 20 episódios. Em abril de 2015, foi anunciado que a segunda metade da segunda temporada seria transmitida a partir de 31 de agosto de 2015, além de ser renovada para uma terceira temporada, que foi estreada em 15 de março de 2016. Em maio de 2016, a MTV anunciou que Faking It havia sido cancelado após três temporadas.

## Sinopse
Até onde vão as melhores amigas para se encaixarem e se tornarem populares? Na Hester High, ser diferente é popular. Amy Raudenfeld (Rita Volk) e Karma Ashcroft (Katie Stevens) já tentaram de tudo para se encaixar, mas nunca realmente conseguiram. Quando as melhores amigas  fingem que são lésbicas e involuntariamente são nomeadas para se tornar rainhas do baile, fazem de tudo para que os outros pensem que realmente são lésbicas. Karma, por outro lado se apaixona por Liam Booker (Gregg Sulkin) e decide manter sua relação em segredo enquanto ainda finge ser lésbica. Amy logo diz à Shane Harvey (Michael Willett) que ela e Karma estão fingindo para serem populares, mas ela não tem certeza do que é e do que realmente sente por Karma.

## Elenco e personagens

### Principal
| Ator/Atriz      | Personagem     | Temporada | Temporada | Temporada |
| Ator/Atriz      | Personagem     | 1         | 2         | 3         |
| --------------- | -------------- | --------- | --------- | --------- |
| Rita Volk       | Amy Raudenfeld | Regular   | Regular   | Regular   |
| Katie Stevens   | Karma Ashcroft | Regular   | Regular   | Regular   |
| Michael Willett | Shane Harvey   | Regular   | Regular   | Regular   |
| Gregg Sulkin    | Liam Booker    | Regular   | Regular   | Regular   |
| Bailey De Young | Lauren Cooper  | Regular   | Regular   | Regular   |

### Recorrente
| Ator/Atriz        | Personagem     | Nota                                                                              |
| ----------------- | -------------- | --------------------------------------------------------------------------------- |
| Rebecca McFarland | Farrah         | Mãe de Amy                                                                        |
| Senta Moses       | Penelope       | Diretora                                                                          |
| Erick Lopez       | Tommy Ortega   | Ex-namorado de Lauren                                                             |
| Courtney Kato     | Leila          | Amiga de Lauren                                                                   |
| Breezy Eslin      | Elizabeth      | Amiga de Lauren                                                                   |
| August Roads      | Oliver         | Amigo de Amy, que mostra interesse por ela                                        |
| Anthony Palacios  | Pablo          | Parceiro de dança de Lauren e ex-namorado de Shane                                |
| Amy Farrington    | Molly          | Mãe de Karma                                                                      |
| Lance Barber      | Lucas          | Pai de Karma                                                                      |
| Yvette Monreal    | Reagan         | DJ/garçonete que é um interesse amoroso para Amy                                  |
| Keith Powers      | Anthony "Theo" | Amigo de Liam e Shane e um interesse amoroso para Lauren                          |
| Skyler Maxon      | Duke Lewis Jr  | Interesse amoroso de Shane                                                        |
| Chloe Bridges     | Zita           | Empecilho para Karma e Liam                                                       |
| Parker Mack       | Felix          | Amigo de Karma, tratado como irmão. Interesse amoroso de Amy. E filho do diretor. |

## Episódios
| Temporada | Temporada | Episódios | Episódios | Exibição original      | Exibição original      |
| Temporada | Temporada | Episódios | Episódios | Estreia da temporada   | Final da temporada     |
| --------- | --------- | --------- | --------- | ---------------------- | ---------------------- |
|           | 1         | 8         | 8         | 22 de abril de 2014    | 10 de junho de 2014    |
|           | 2         | 20        | 10        | 23 de setembro de 2014 | 25 de novembro de 2014 |
|           | 2         | 20        | 10        | 31 de agosto de 2015   | 2 de novembro de 2015  |
|           | 3         | 10        | 10        | 15 de março de 2016    | 17 de maio de 2016     |

## Exibição

### No Brasil
A primeira temporada da série foi exibida de 28 de outubro à 16 de dezembro de 2014 pela MTV Brasil, com episódios inéditos toda terça-feira. Já a primeira parte da segunda temporada foi exibida no canal de 23 de março à 01 de junho de 2015 às segundas-feiras.
A série é exibida somente em versão dublada. Na 1ª temporada foi dublada no estúdio Gramophone e a 2ª temporada vai sendo dublada na Audio News, ambas no Rio.
| Personagem        | Dublador(a)            |
| ----------------- | ---------------------- |
| Amy Raudenfeld    | Adriana Torres         |
| Karma Ashcroft    | Fernanda Baronne       |
| Liam Booker       | Renan Freitas          |
| Lauren Cooper     | Bruna Laynes           |
| Shane Harvey      | Sérgio Cantú           |
| Sra. Raudenfeld   | Sheila Dorfman         |
| Sra. Ashcroft     | Lina Rossana           |
| Sr. Ashcroft      | Márcio Simões          |
| Sr. Cooper        | Duda Ribeiro           |
| Reagan            | Sylvia Salustti        |
| Theo              | Marcos Souza           |
| Duke              | Alexandre Drummond     |
| Oliver            | Gustavo Pereira        |
| Tommy             | Fabrício Vila Verde    |
| Zita              | Ana Elena Bittencourt  |
| Sasha             | Ana Lúcia Menezes      |
| Pablo             | Charles Emmanuel       |
| Lisbeth           | Mariana Torres         |
| Leila             | Erika Menezes (2ª Voz) |
| Vashti            | Ana Lúcia Menezes      |
| Tommy             | Fabrício Vila Verde    |
| Farrah Raudenfeld | Sheila Dorfman         |
| Diretora Penelope | Guilene Conte          |

- Direção de dublagem: Fernanda Baronne (Gramophone) e Ana Lúcia Menezes (Audio News)

- Tradução: Mariana Gualano e Juliana Melo (Gramophone) e Patricia Peixoto (Audio News)

- Estúdios de dublagem: Gramophone (1ª temporada) e Audio News (2ª temporada)

## Recepção
Faking It teve recepção geralmente favorável por parte da crítica especializada. Com base de 8 avaliações profissionais, alcançou uma pontuação de 71% no Metacritic.